# Åge Valbak
Åge Valbak (født 19. juli 1920, død 2. januar 1999) var en dansk socialrådgiver og folketingsmedlem for Det Radikale Venstre.
Valbak blev uddannet socialrådgiver i 1948 og blev efterfølgende ansat ved Københavns Fængsler. I 1968 blev han medlem af Folketinget, hvor han sad til 1973.